# Дмитровка (Луганская область)
Дмитриевка (укр. Дмитрівка, Капитановка, Святодмитриевка ) — село, относится к Счастьинскому району (до 2020 Новоайдарский район) Луганской области Украины.
Население по переписи 2001 года составляло 1372 человека. Почтовый индекс — 93540. Телефонный код — 6445. Занимает площадь 6,556 км². Код КОАТУУ — 4423182301.

## История
Около 1640г.– первое поселение было основано донскими казаками. Заселено в основном украинскими, донскими казаками и крестьянами, бежавшими от крепостного права.
1707г.–  операцию по возврату беглых крестьян, поселившихся в этих землях, по приказу Петра I, возглавил князь Долгорукий.
1707г.—1708г.– убийство князя, «Булавинское Восстание». Жители поселения поддержали восстание.
1708г.—1712г.– подавление восстания. Земли у донских казаков по р. Айдар от устья к верховью отняты и отписаны казакам Острогожского слободского полка.
1762г.– эта земля с населением 117 душ и Петропавловки 150 душ были пожалованы князю Петру Никитичу Трубецкому в чине капитана, поселение называли Капитановка.
1763г.– дозаселение казаками и подпомощниками с семьями из Слободских казацких полков. Население выросло в 5 раз до 675 душ.
1765г. – ликвидация Острогожского слободского полка. Упразднение казацкого сословия, казаки и их семьи переведены в сословие государственных крестьян.
1766г.– освящен деревянный храм в память Святого Дмитрия чудотворца митрополита Ростовского. Слобода стала называться Святодмитриевская.
1864г.– на средства Петра Трубецкого построен и освящен новый деревянный храм. Вскоре он передал эти земли в казну.
1885г.– бывшая государственная слобода, 3650 человек, 570 дворовых хозяйств, православная церковь, школа, 2 лавки, 4 ярмарки в год.
1917г.– в селе установлена Советская власть, переименовано в Дмитриевка,  имело прочные и зажиточные хозяйства (поселение кулаков).
1932г.—1933г.– раскулачивание и голодомор. Погибло до 25 % сельского населения
Верстах в 6—7 к югу от сл. Алексеевки, по обоим берегам р. Ковсуга, у подошвы обрывистого мелового холма, называемого Кицай-горой (Куцая-гора), расположена сл. Свято-Дмитриевка (Капитановка — название в честь капитана, которому был подарен поселок) с населением также около 4 ½ тыс., школою, лавками и 4 ярмарками. Слобода была основана около 1640 года выходцами с Дона; в 1766 году здесь был построен бывшим владельцем слободы кн. Трубецким первый храм в память св. Дмитрия, митрополита Ростовского (откуда и название слободы); этот храм находился в нескольких саженях от нынешнего, освященного в 1864 году; после освящения первого храма слобода была передана князем в казенное ведомство. Близ слободы в вершине так называемого „Страшного“ яра была огромная пещера, служившая убежищем для шайки разбойников, вход в которую, по словам местных крестьян, существовал еще за 5 лет до „черного года“. Наконец, еще верстах в 14 к югу, при впадении р. Ковсуга в р. Евсуг лежит волостная сл. Петропавловка (иначе Карашечик), заселенная в XVIII столетии; слобода также принадлежала кн. Трубецкому. Жителей в ней в настоящее время приблизительно 31/2 тыс. человек; здесь есть школа, лавки и бывают впродолжение года 4 небольших ярмарки.
ВЫДЕРЖКА ИЗ КНИГИ: "все пути расходятся из Харькова".

## Местный совет
93540, Луганська обл., Новоайдарський р-н, с. Дмитрівка, Площа Миру, 1  (укр.)